# Театральный мирок
«Театральный мирок», в 1888—1889 заглавие также на французском языке «Le Monde Theatral Russe» — еженедельная иллюстрированная газета, издававшийся в Москве в 1884-1893 годах. С 4 июля 1893 года переименована в «Театральную газету». Приложения: «Метаморфоза». Шутка в одном действии с куплетами, соч. В. А. Владимирова, 31 стр., 1887; «В ссудной кассе». Картинки петербургской жизни в одном действии, соч. Александра Плещеева, 16 стр., 1887.
Газета помещала короткие биографии выдающихся актёров, русских и зарубежных, небольшие статьи, посвященные театральному искусству, мемуары, хронику театральной жизни (отдел «Факты и слухи»); печатала сокращенные либретто опер, одноактные пьесы, рассказы и романы, связанные с жизнью артистов.

## Сотрудники

### Редакторы
Редактор издания А. А. Плещеев, издатель В. И. Федулаева (1884—1886 (до № 15). Далее: редактор П. Ф. Ледвик (1886. № 1 (16) 3 мая — 1893. № 2), издатели В. Л. Чернай (1890. № 13 — № 25 ; 1891. № 27 — № 47), А. Мучник А. (1892. № 18 — 1893. № 10); редактор Г. С. Габрилович (1893. № 3 — № 10).

### Авторы
- Карнеев, Михаил Васильевич
- Протопопов, Виктор Викторович
- Шевляков, Михаил Викторович
- Ярцев, Алексей Алексеевич

## Описание
Подзаголовки: 1884—1886: [еженед.] газета литературно-театральная; 1886. № 1 (16) (3 мая) : еженедельная газета театральная, литературно-художественная и общественная ; 1891. № 1 (16 апр.) : еженедельная газета литературно-художественная, театральная и общественная ; 1891. № 45 (10 нояб.): еженедельно иллюстрированное издание литературы, искусства и общественной жизни ; 1891. № 49-50: еженедельно иллюстрированное издание литературы, искусства и городской жизни ; 1892. № 18 (3 мая): еженедельно иллюстрированное издание.
Нумерация менялась: 1886. № 1 (1 янв.) — № 15 (28 апр.); № 1 (16) (16 авг.) — № 35 (50) (30 дек.); 1888 −1889 сплошная нумерация; 1890: двойная и меняющаяся нумерация: № 65 (1) (27 янв.) — № 75 — 76 (11 — 12) (29 марта); № 13 (1 апр.) — № 25 (24 июня); 1891 меняющаяся нумерация: № 27 (20 марта) — № 52 (15 апр.); № 1 (16 апр.) — № 51 — 52 (15 дек.); 1892: № 1 — № 17 — указаны только номера, № 18 — № 52 — добавлены даты.